# 房堅
房 堅（ぼう けん、生没年不詳）は、中国の北魏の官僚・軍人。字は千秋。本貫は清河郡繹幕県。

## 経歴
房霊賓の従弟にあたる。若くして才能で知られた。北方に移されて平斉郡の民とされた。太和初年、孝文帝により秘書郎に抜擢され、司空諮議参軍・斉州大中正に転じた。孝文帝が親政を開始すると、諸州の中正に命じて各自の知る人物を推挙させたが、房堅と幽州中正の陽尼はそれぞれ自分の子を推挙した。孝文帝は晋の祁奚の故事を思い起こして、「今に二奚あり」と評した。濮陽郡太守として出向した。宣武帝のとき、再び司空諮議参軍となり、立忠将軍の号を加えられた。死去すると、南青州刺史の位を追贈された。諡は懿といった。

## 子女
- 房祖淵（長子、羽林監。章武王元融に従って葛栄を討ち、陣没した。安東将軍・済州刺史の位を追贈された）[1]
- 房祖皓（長水校尉。後に南朝梁の将を九山で討ち、戦没した。撫軍将軍・兗州刺史の位を追贈された）[1]

## 伝記資料
- 『魏書』巻43 列伝第31